# Tsada
Tsada és un lloc de Xipre. Es troba al districte d'Eparchía Páfou, a la part occidental del país, a 90 km a l'oest de la capital Nicòsia. Tsada es troba a 619 metres sobre el nivell del mar i la població és de 1.043. Es troba a l'illa de Xipre.